# Bund Deutscher Sportschützen
Der Bund Deutscher Sportschützen 1975 e. V., kurz BDS, ist der zweitgrößte Sportschützenverband in Deutschland. Vorwiegend wird das sportliche Schießen mit Feuerwaffen (Langwaffen und Kurzwaffen) betrieben.
Der Verband erfuhr mit dem stärker werdenden Aufkommen des Großkalibersports und der Zuteilung des IPSC 1990 einen weiter anhaltenden Aufschwung. Am 1. Oktober 2004 erfolgte die staatliche Anerkennung als anerkannter Sportverband nach § 15 Waffengesetz (WaffG) mit nach § 15a WaffG genehmigter Sportordnung. Der BDS ist damit eine der deutschen Schießsportorganisationen, die an waffenrechtlichen Vorgängen mitwirken. Aus dieser Stellung und der Verbandsaktivtät leitet der BDS einen Auftrag zur politischen Vertretung seiner Mitglieder und als Interessensvertretung in waffenrechtlichen und schießsportpolitischen Angelegenheiten ab und nimmt diese in Politik und Gesellschaft wahr.
Die Deutschen Meisterschaften des BDS sind die größten sportlichen Wettkämpfe dieser Art in Deutschland. Jährlich werden annähernd 15.000 Teilnahmen („Starts“) alleine auf dieser höchsten nationalen Wettkampfebene verzeichnet. Mit den dazutretenden Landes- und Bezirks- sowie unzähligen Vereinsmeisterschaften stellt sich der BDS als Verband mit hoher schießsportlicher Organisation und Mobilisation im Leistungs- und im Breitensport dar.

## Organisation
Der BDS ist föderal in 13 Landesverbände gegliedert. Insgesamt haben sich im BDS mehr als 2.500 Vereine mit 99.000 Vereins- und Einzelmitgliedern zusammengefunden (Stand 2023), um dem Schießsport nachzugehen.
Präsident des BDS ist bereits seit 1996 Friedrich Gepperth. Der Waffen- und Schießstandexperte Gepperth gehört der Verbandsführung seit 1988 an. Das Präsidentenamt besteht heute satzungsgemäß aus dem Präsidenten und drei Vizepräsidenten.
Der sogenannte Gesamtvorstand setzt sich aus dem Bundesvorstand und je zwei Vertretern aus jedem Landesverband zusammen und entscheidet insbesondere über alle sportlichen Fragestellungen.
Die Bundesdelegiertenversammlung tagt jährlich und ist das höchste Beschlussgremium des BDS, insbesondere in Satzungs- und Finanzangelegenheiten.

## Landesverbände
Die folgenden Landesverbände gibt es (Stand 01/2019)
| LV Nummer        | Region                         | Name                                                       | Abkürzung | Link zum Internetauftritt     |
| ---------------- | ------------------------------ | ---------------------------------------------------------- | --------- | ----------------------------- |
| Landesverband 1  | Berlin und Brandenburg         |                                                            |           | https://bdslv1.de/            |
| Landesverband 2  | Schleswig-Holstein und Hamburg |                                                            |           | https://bds-lv2.de/           |
| Landesverband 3  | Niedersachsen und Bremen       | BDS Niedersachsen                                          |           | https://bds-niedersachsen.de/ |
| Landesverband 4  | Nordrhein-Westfalen            |                                                            |           | https://bdslv4.de/            |
| Landesverband 5  | Rheinland-Pfalz                |                                                            |           | https://bds-lv5.de/           |
| Landesverband 6  | Hessen                         | BDS Hessen                                                 |           | https://bdshessen.de/         |
| Landesverband 7  | Baden-Württemberg              | Grosskaliber Sportschützen Verband Baden-Württemberg e. V. | GSVBW     | https://www.gsvbw.de/         |
| Landesverband 8  | Bayern                         | Bund Bayerischer Schützen e. V.                            | BBS       | https://bbs-bayern.de/        |
| Landesverband 9  | Saarland                       |                                                            |           | https://lv9-saar.de/          |
| Landesverband 10 | Mecklenburg-Vorpommern         |                                                            |           | http://www.bds-lv10.de/       |
| Landesverband 11 | Sachsen-Anhalt                 | BDS-Landesverband Sachsen-Anhalt 1997 e. V.                |           | http://www.bdslv11.de/        |
| Landesverband 12 | Sachsen                        | Sächsischen Großkaliber Sportschützen Verband e. V.        |           | http://www.bdslv12.de/        |
| Landesverband 13 | Thüringen                      | BDS LV Thüringen 1993 e. V.                                |           | http://www.bdsthueringen.de/  |

## Angebotene Disziplinen
- Statisches Kurzwaffenschießen
- Mehrdistanzschießen (Kurz / Lang)
- Fallscheibenschießen (Kurz / Lang), auf Stahlplatten
- Speedschießen (Kurz / Lang)
- div. Langwaffendisziplinen von 50 bis 300 m
- Jugendwettbewerbe
- IPSC (Parcourschießen Kurz / Lang)
- Silhouettenschießen (Kurz / Lang)
- Field Target
- Wurfscheibenschießen
- Vorderladerschießen (Kurz / Lang)
- Westernschießen
- Steel Challenge Schießen
- 3GUN Schießen
- Longrange

## Internationale Verbände
Der BDS gehört mehreren internationalen Sportschützenverbänden an. Einmal der International Practical Shooting Confederation (IPSC), dann der International Metallic Silhouette Shooting Union (IMSSU) und der World Field Target Federation (WFTF). Die IPSC betreibt das dynamische Bewegungs- und Parcours-Schießen und hat über 100 Länder als Mitglieder. Die IMSSU betreibt ein statisches, reines Präzisionsschießen mit Groß- und Kleinkaliberwaffen auf Metallsilhouetten, die auf Entfernungen von 25 m bis 500 m getroffen werden müssen. Die IMSSU ist in über 20 Ländern vertreten. Die WFTF hat derzeit 16 Mitgliedsländer. Geschossen wird mit Luftgewehren auf Klappziele. Diese haben eine Öffnung von 15 bis 40 mm. Treffer werden gewertet, wenn durch diese Öffnung ein Auslöser getroffen wird, der das Ziel umklappen lässt.
In den internationalen Wettbewerben der genannten Verbände stellt der BDS die deutschen Nationalmannschaften in Europa- und Weltmeisterschaften.

## Sportprogramm
Der BDS hebt sich von anderen schießsportlichen Vereinigungen vor allem durch seine vielfältigen Disziplinen im Großkaliber-Bereich ab. Es können im Einklang mit dem strengen deutschen Waffenrecht zahlreiche Wettkampfarten mit einem weiten Spektrum von Waffen geschossen werden. Die Sportordnung ermöglicht neben dem klassischen statischen Schießsport auch moderne Disziplinen, die in noch stärkerem Maße Reaktionsgeschwindigkeit, Feinmotorik und Körperbeherrschung erfordern. Neben der Sportausübung im Verein sowie regionalen und nationalen Wettbewerben werden einige Disziplinen auch international bis zu Weltmeisterschaften betrieben.